# Wilhelm Maurenbrecher
Wilhelm Maurenbrecher, né Karl Peter Wilhelm Maurenbrecher le 21 décembre 1838 à Bonn et décédé le 6 novembre 1892 à Leipzig, était un historien prussien.

## Carrière
Wilhelm Maurenbrecher étudia à l’Université Humboldt de Berlin et à l’Université Louis-et-Maximilien de Munich sous la direction des professeurs d’histoire Leopold von Ranke et Heinrich von Sybel. Il fit aussi des recherches historiques à Simancas en Espagne.
En 1867, il fut nommé enseignant à l’Université de Tartu. Il enseigna ensuite à l’Université de Königsberg en 1869, à l’Université rhénane Frédéric-Guillaume de Bonn en 1877 et à l’Université de Leipzig en 1884.
Wilhelm Maurenbrecher fut le premier historien protestant a écrire sur le mouvement de la réforme catholique. Il collabora aussi au journal Historische Zeitschrift (en français : la Revue historique) qui est une revue bimensuelle d’histoire fondée en 1859 par l’historien allemand Heinrich von Sybel à l’Université Louis-et-Maximilien de Munich.

### Travaux
- Histoire de la réforme catholique, (Geschichte der Katholischen Reformation) Nördlingen, 1880.
- La politique de l’Église prussienne face à celle de l’Église de Cologne (Die preußische Kirchenpolitik und der Kölner Kirchenstreit'), Stuttgart, 1881.
- Historique des élections royales allemandes, (Geschichte der deutschen Königswahlen) Leipzig, 1889.
- Histoire de la fondation de l’Empire allemand 1859–1870, (Gründung deutschen des Reiches 1859–1871) Leipzig, 1892.